# Sebastian Schuppan
Sebastian Schuppan, né le 18 juillet 1986 à Lauchhammer, est un footballeur allemand qui évolue au poste d'arrière gauche.

## Biographie
Sebastian Schuppan commence sa carrière professionnelle au FC Energie Cottbus, club de deuxième division. Il dispute 22 matchs en D2 avec ce club. Il rejoint en 2008 le SC Paderborn 07, équipe évoluant en troisième division.
En 2010, il est transféré au SG Dynamo Dresde. Avec ce club, il obtient la montée en deuxième division à l'issue de la saison 2010-2011.